# Black Twitter
 (novembre 2022).
La mise en forme du texte ne suit pas les recommandations de Wikipédia : il faut le « wikifier ».
Les points d'amélioration suivants sont les cas les plus fréquents. Le détail des points à revoir est peut-être précisé sur la page de discussion.
- Les titres sont pré-formatés par le logiciel. Ils ne sont ni en capitales, ni en gras.
- Le texte ne doit pas être écrit en capitales (les noms de famille non plus), ni en gras, ni en italique, ni en « petit »…
- Le gras n'est utilisé que pour surligner le titre de l'article dans l'introduction, une seule fois.
- L'italique est rarement utilisé : mots en langue étrangère, titres d'œuvres, noms de bateaux, etc.
- Les citations ne sont pas en italique mais en corps de texte normal. Elles sont entourées par des guillemets français : « et ».
- Les listes à puces sont à éviter, des paragraphes rédigés étant largement préférés. Les tableaux sont à réserver à la présentation de données structurées (résultats, etc.).
- Les appels de note de bas de page (petits chiffres en exposant, introduits par l'outil «  Source ») sont à placer entre la fin de phrase et le point final[comme ça].
- Les liens internes (vers d'autres articles de Wikipédia) sont à choisir avec parcimonie. Créez des liens vers des articles approfondissant le sujet. Les termes génériques sans rapport avec le sujet sont à éviter, ainsi que les répétitions de liens vers un même terme.
- Les liens externes sont à placer uniquement dans une section « Liens externes », à la fin de l'article. Ces liens sont à choisir avec parcimonie suivant les règles définies. Si un lien sert de source à l'article, son insertion dans le texte est à faire par les notes de bas de page.
- La présentation des références doit suivre les conventions bibliographiques. Il est recommandé d'utiliser les modèles {{Ouvrage}}, {{Chapitre}}, {{Article}}, {{Lien web}} et/ou {{Bibliographie}}. Le mode d'édition visuel peut mettre en forme automatiquement les références.
- Insérer une infobox (cadre d'informations à droite) n'est pas obligatoire pour parachever la mise en page.

Pour une aide détaillée, merci de consulter Aide:Wikification.
Si vous pensez que ces points ont été résolus, vous pouvez retirer ce bandeau et améliorer la mise en forme d'un autre article.
 (mars 2022).
Si vous disposez d'ouvrages ou d'articles de référence ou si vous connaissez des sites web de qualité traitant du thème abordé ici, merci de compléter l'article en donnant les références utiles à sa vérifiabilité et en les liant à la section « Notes et références ».
Black Twitter est une sous-culture en ligne composée en grande partie d'utilisateurs noirs sur le réseau social Twitter, et axée sur des questions d'intérêt pour la communauté noire, en particulier aux États-Unis,,.
Selon Meredith D. Clark, une ancienne journaliste qui a consacré une thèse à Black Twitter, le Black Twitter est « un réseau de personnes partageant la même expérience culturelle, qui discutent de ce que c’est que d’être noir et de tout ce qui a trait à la vie quotidienne des Noirs ».
La blogueuse féministe afro-américaine Feminista Jones décrit Black Twitter dans Salon comme « un collectif d'utilisateurs de Twitter actifs, principalement afro-américains, qui ont créé une communauté virtuelle. ».
Bien que Black Twitter ait une forte base d'utilisateurs noirs américains, d'autres personnes et groupes sont en mesure de faire partie de ce cercle de médias sociaux grâce à des points communs en termes d'expériences vécues ou de réactions en lignes.

## Création
Le site BlackTwitter.com a été lancé en tant qu'agrégateur de nouvelles reflétant la culture noire en 2020, mais le mouvement Black Twitter était déjà lancé sur Twitter.

## Communauté
La communauté afro-américaine, très présente sur le réseau, a commencé à établir des codes et à se réunir autour de mot-dièses.
Les membres de Black Twitter ont commencé par dénoncer l’appropriation culturelle de certaines célébrités blanches.
Black Twitter défend les artistes afro-américains contre certaines discriminations comme le fait que certains aient été boycottés plusieurs fois aux Oscars ou aux Grammys (voir la polémique #OscarsSoWhite en 2016).
Black Twitter est un moyen d’expression pour les afro-américains, mais il comprend une autre facette : l’humour. Des tweets à caractère humoristique circulent en effet sur BlackTwitter.
Selon Le Monde, Black Twitter se pose comme source d’information alternative. Meredith Clark explique que « dans des domaines tels que le racisme et le féminisme, le plus gros impact de Black Twitter est d’offrir un autre récit que les médias traditionnels. ».
Black Twitter s’emploie également à pointer du doigt les clichés sur les Noirs pour mieux les déconstruire.

### Retour
Un article d'août 2010 par Farhad Manjoo dans Slate, « Comment les Noirs utilisent Twitter », a attiré l'attention de la communauté.
Manjoo a écrit que les jeunes noirs semblaient utiliser Twitter d'une manière particulière : « Ils forment des rassemblements très étroits sur le réseau - ils se suivent plus facilement, ils se retweetent plus souvent, et plus de leurs messages sont des @-réponses - messages adressés aux autres utilisateurs ». Manjoo cite Brendan Meeder de l'Université Carnegie Mellon, qui fait valoir que le niveau élevé de réciprocité entre les centaines d'utilisateurs qui lancent des hashtags (ou « blacktags ») conduit à un réseau influent à haute densité.

L'article de Manjoo dans Slate a suscité les critiques de Kimberly C. Ellis, spécialiste des études américaines et africaines. Elle a conclu que de grandes parties de l'article s'étaient trop généralisées et a publié une réponse intitulée « Pourquoi 'ils' ne comprennent pas ce que les Noirs font sur Twitter. » Soulignant la diversité des Noirs sur Twitter, elle a déclaré : 
« Il est clair que non seulement Slate, mais le reste de l'Amérique traditionnelle n'a aucune idée réelle de qui sont les Noirs, aucun indice réel sur notre humanité, en général [. . . ]. Pour nous, Twitter est un support électronique qui permet une flexibilité suffisante pour une créativité sans entrave et fabriquée tout en présentant davantage les forces des médias sociaux qui nous permettent de créer une communauté. [. . . ] En fait, nous nous parlons ET nous diffusons un message au monde entier, d'où la popularité des sujets tendance et l'utilisation de Twitter, oui ? » 
Ellis a déclaré que la réponse la plus appropriée qu'elle avait vue à l'article de Slate était celle de l'utilisateur de Twitter @InnyVinny, qui a fait valoir que « les Noirs ne sont pas un monolithe » et a ensuite présenté un large éventail de dessins d'oiseaux bruns sur Twitter sur son blog afin d'exprimer la diversité des utilisateurs de Black Twitter. Via le hashtag #browntwitterbird, les utilisateurs ont adopté ou suggéré de nouveaux oiseaux Twitter.
En 2013, Apryl Williams et Doris Domoszlai déclarent de la même manière : « Il n'y a pas d'identité unique ou d'ensemble de caractéristiques qui définissent Black Twitter. (...) Nous considérons Black Twitter comme une construction sociale créée par une communauté d'utilisateurs autosélectionnée pour décrire des aspects de la société noire américaine à travers leur utilisation de la plateforme Twitter. Tout le monde sur Black Twitter n'est pas noir, et tous ceux qui sont noirs ne sont pas représentés par Black Twitter »

## Impact

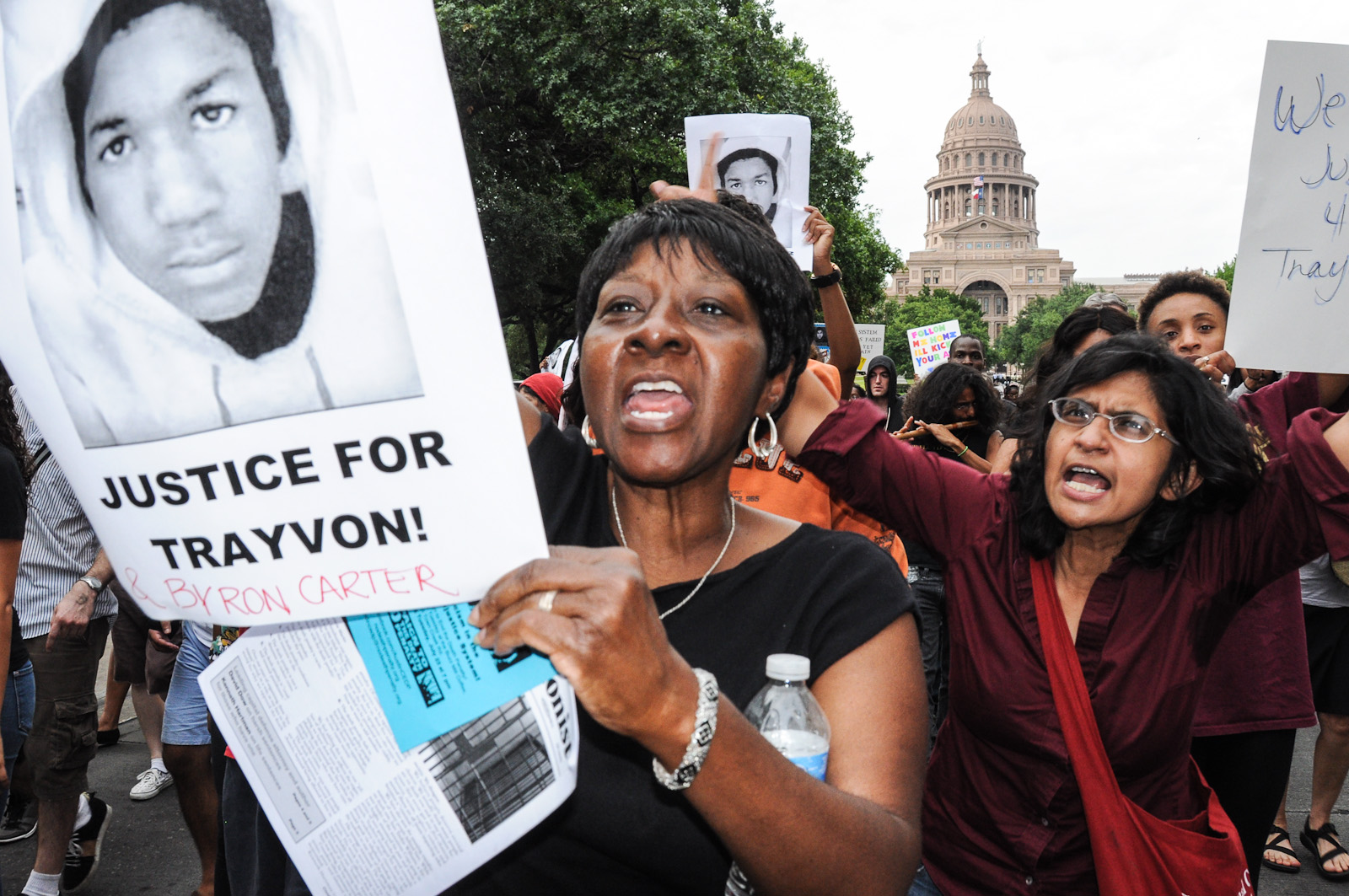
Les circonstances de la mort de Trayvon Martin ont rendu Black Twitter plus visible sur la scène publique.

Le meurtre de Trayvon Martin, un jeune afro-américain de 17 ans, reste impuni après la décision de la justice de l'état de Floride de ne pas inculper George Zimmerman, l'auteur du coup de feu qui ôta la vie de l'adolescent. Des personnalités célèbres se sont insurgées une fois le verdict tombé : Miley Cirus, Jay-Z et Beyonce ou le président Barack Obama ont apporté leur soutien à la famille du jeune Trayvon. Ayant fait l'objet d'un panel SXSW Interactive en 2012 dirigé par la militante démocrate Kimberly Ellis,, 
Black Twitter a obtenu l'attention d'un public plus large en juillet 2013, quand on lui a su gré d'avoir fait pression pour qu'un contrat de livre entre un agent littéraire de Seattle et l'un des jurés du procès de George Zimmerman, qui a participé à la disculpation de Zimmerman, soit annulé.
Les réactions de Black Twitter au livre proposé par ce juré, dirigées par l'utilisateur de Twitter Genie Lauren (@MoreAndAgain), qui a lancé une pétition change.org et atteint l’objectif en quelques heures, ont abouti à l'abandon du contrat par l’éditeur,,,,,.
Un autre exemple de l'influence de Black Twitter s'est produit en mai 2018 lorsque le fabricant de médicaments de Sanofi Aventis a répondu à Roseanne Barr, qui a accusé un sédatif de ce fabricant pour le tweet raciste qu'elle avait publié, et qui avait entraîné l'annulation de son émission de télévision, Roseanne.
En réponse aux bavardages et aux critiques sur Twitter, le personnage joué par Barr a été tué dans la série Roseanne par une overdose d'opioïdes. La série été renommée The Conners.
Démontrant l'influence continue de Black Twitter, un panel SXSW Education de 2019, organisé par Kennetta Piper, a été sélectionné pour aborder le sujet « Nous avons essayé de vous le dire: Black Twitter comme source! » Les panellistes comprennent Meredith Clark, Feminista Jones, Mia Moody-Ramirez et L. Joy Williams. L'objectif de ce panel est de savoir comment les femmes noires créent une communauté et suscitent le changement via les médias sociaux et les communautés numériques, comment l'humour noir, au fil des siècles, offre un aperçu des intersections de la race, du genre et de la politique.

## Black Twitter à l'international
Au-delà des États-Unis, des communautés se revendiquant comme « Black Twitter » ont vu le jour dans des pays africains, notamment en Afrique du Sud, mais aussi au Nigeria ou au Kenya.
En Afrique du Sud, Black Twitter emploie les 11 dialectes parlés dans le pays,.

## Réception
Jonathan Pitts-Wiley, un ancien rédacteur de The Root, a averti en 2010 que Black Twitter n'était qu'une tranche de la culture afro-américaine contemporaine. 
« Pour les gens qui ne sont pas à l'intérieur, écrit-il, c'est une sorte de regard intérieur sur une tranche des modes de pensée noirs américains. Je veux être précis à ce sujet - ce n'est qu'une tranche. Malheureusement, cela peut être une tranche qui confirme ce que beaucoup de gens pensent déjà savoir sur la culture noire. »
La vice-présidente de New American Communities Initiatives at American Progress, Daniella Gibbs Leger, faisant référence à la controverse sur la vidéo de Tubman, dit que la morale de l'histoire est :
1. Ne jouez pas avec Black Twitter car il viendra pour vous.
2. Si vous êtes sur le point de publier une blague vraiment offensante, prenez 10 minutes et réfléchissez-y vraiment.
3. Il y a des gens vraiment drôles et intelligents sur Twitter.
4. Voir le numéro 1[18].

## Critiques

### Étiquetage
Alors que Black Twitter est utilisé comme un moyen de communiquer au sein de la « communauté noire », de nombreuses personnes en dehors de ladite communauté et à l'intérieur ne comprennent pas la nécessité de l'étiqueter. Meredith Clark, professeur à l'Université de North Texas qui étudie les communautés noires en ligne, note que certains utilisateurs de BT ne font pas de distinction entre Twitter et Black Twitter, et que le terme « Black Twitter » peut être offensant,. »

### Absence d'intersectionnalité
Il est reproché à Black Twitter son manque d'intersectionnalité. Un exemple pris généralement pour illustrer cela est celui des tweets faits après que le rappeur Tyga a été photographié avec l'actrice transgenre Mia Isabella. Alicia Garza, l'une des fondatrices du mouvement Black Lives Matter, a expliqué l'importance de l'intersectionnalité et en fait l'une des priorités du mouvement. Elle a écrit que beaucoup de gens trouvent certains « hommes noirs charismatiques » plus attrayants, ce qui laisse « les sœurs, les queers, les trans et les personnes handicapées [noires] [à] assumer des rôles en arrière-plan ».
D'après Dexter Thomas, sur Black Twitter - comme dans l'Amérique traditionnelle - les hommes hétérosexuels sont généralement prioritaires. Lorsque la Cour suprême des États-Unis avait légalisé le mariage homosexuel aux États-Unis, certains utilisateurs noirs de Twitter ont demandé quand il serait légal d'être noir. Certaines personnes ont voulu dire cela comme une blague ironique. Pour d'autres, c'était une accusation : que les droits des homosexuels blancs se font au détriment de tous les Noirs.
Mais d’autre part, beaucoup d’utilisateurs noirs de Twitter rejettent l’idée que les droits des homosexuels et les droits des Noirs sont mutuellement exclusifs.